# 장덕천
장덕천(張德天, 1965년 11월 28일~)은 대한민국의 정치인이다. 제22대 부천시장을 역임했다.

## 학력
- 1978 부천남국민학교 졸업
- 1981 부천중학교 졸업
- 1984 중경고등학교 졸업
- 1993 ~ 1998 서울대학교 정치학 학사

## 경력
- 변호사장덕천법률사무소 대표
- 2011.12 ~ 2015.11 경기도 부천시 고문변호사
- 2014.07 ~ 2015.09 인천지방노동위원회 차별시정담당 공익위원
- 2015.11 : 부천시여성청소년재단 이사
- 2015.12 : 더불어민주당 대외협력위원회 부위원장
- 2016.05 : 대한법률구조공단 부천출장소 법률구조위원
- 2017.03 : 부천지역노사민정협의회 본협의회 위원
- 2017.03 ~ 2018.06: 경기도 고문변호사
- 2017.04 ~ 2017.05: 제19대 대통령선거 더불어민주당 문재인후보 법률인권특보
- 2018.04 : 사람사는세상 노무현재단 법률자문 변호사
- 2018.07 ~ 2022.06: 제22대 민선 7기 경기도 부천시장(초선)
- 2018.01~2018.04: 새로운미래 당헌제정위원회 위원장
- 법무법인 수어 대표변호사
- 2024.04~2024.07: 새로운미래 비상대책위원
- 2024.04~2024.07: 새로운미래 진실왜곡대책위원회 위원장
- 2024.05~: 새로운미래→새미래민주당 경기도당 부천시 병 지역위원회 위원장
- 2024.07~: 새로운미래→새미래민주당 정책위원회 의장

## 역대 선거 결과
|  | 66.19% |

|  | 7.51% |